# Carl-Johan Ulvenäs
Carl-Johan Erik Christer Ulvenäs, född 15 maj 1990 i Stockholm, är en svensk journalist och radioprogramledare.

## Biografi
Carl-Johan Ulvenäs utbildade sig till journalist på JMK 2013-2016. Han har därefter varit verksam som programledare och producent på Sveriges Radio och arbetat med program som PP3, P3 Musikdokumentär och som nyhetsprofil för P3 Nyheter i Morgonpasset.
År 2017 publicerade han en radiodokumentär om Dragon Gate tillsammans med journalisten Emma Lovén Svensson. 2021 producerade Ulvenäs podcasten Gräns, Sveriges Radios program om säkerhetspolitik. Programmet nominerades för Guldörat 2022. Hösten 2022 tog han över som programledare för P3 ID. P3 ID är ett aktualitetsprogram som handlar om personer som på ett eller annat sätt gjort ett avtryck i samtiden.